# 辐射刺芙蓉
辐射刺芙蓉（学名：Hibiscus radiatus）为锦葵科木槿属下的一个种。

## 扩展阅读
- 維基物種上的相關：辐射刺芙蓉